# Bienvenue à Suburbicon
Pour plus de détails, voir Fiche technique et Distribution.
Bienvenue à Suburbicon (Suburbicon) est un film américain réalisé par George Clooney et sorti en 2017.
Le film se déroule l'été 1959. Suburbicon, petite ville paisible et résidentielle aux maisons abordables et aux pelouses impeccablement entretenues, symbolise le rêve américain. L'arrivée d'une famille d'Afro-Américains va venir troubler la tranquillité de ce véritable paradis, surtout lorsque la maison de la famille Lodge est cambriolée.
Il est présenté en sélection officielle à la Mostra de Venise 2017.

## Synopsis
En 1959, Suburbicon, banlieue paisible et moderne, jalonnée de maisons semblables, symbolise le rêve américain et la réussite sociale. Les Mayers, une famille d'Afro-Américains, sont les nouveaux résidents de Suburbicon. Leur arrivée remarquée trouble la communauté qui extériorise en manifestant devant chez eux pour les pousser à bout afin qu'ils partent de leur plein gré. Le fils des Mayers, Andy, sympathise pourtant avec Nicky Lodge, jeune garçon blanc et fils de Gardner Lodge, un homme d'affaires marié à Rose, handicapée depuis un accident de voiture et sœur jumelle de Margaret, qui s'occupe d'elle.
Un soir, les Lodge sont victimes d'une intrusion. Les malfaiteurs ne volent rien mais ligotent Gardner, sa femme, leur fils et sa tante et ils les endorment au chloroforme. À son réveil à l'hôpital, Nicky apprend que sa mère est mourante, en raison d'une overdose de chloroforme. Margaret emménage chez les Lodge pour s'occuper de son neveu, de plus en plus soupçonneux envers son propre père et sa tante. Lors d'une séance d'identification au commissariat, caché derrière un miroir sans tain avec son père et sa tante, Nicky reconnaît les deux malfaiteurs, contrairement à Gardner et Margaret qui affirment ne pas les voir parmi les suspects présentés. Un jour, en rentrant du base-ball, Nicky descend dans la cave de sa maison où il voit son père en train de faire l'amour avec Margaret, qui s'est transformée en Rose au point de se teindre les cheveux en blond comme elle.
Les deux malfaiteurs, Louis et Sloan, débarquent dans le bureau de Gardner Lodge et veulent qu'il rembourse sa dette. Gardner a en effet monté un plan machiavélique : pour rembourser ses dettes envers la pègre, il a demandé aux deux truands d'attaquer sa famille et de tuer Rose avec du chloroforme pour maquiller son meurtre en accident afin de toucher son assurance-vie. Les truands demandent à Gardner de faire taire son propre fils qui les a reconnus au poste de police. De son côté, la police soupçonne Gardner d'avoir des liens avec la mafia : un recouvreur de la pègre a été tué et un carnet qu'il transportait avec lui mentionne le nom de Gardner Lodge, qui est également le nom d'un hôtel.
Nicky remarque que son père cherche à se débarrasser de lui en voulant l'envoyer dans un pensionnat militaire. Il se méfie alors de son père et de sa tante.
La tension s'intensifie quand les habitants racistes de Suburbicon harcèlent les Mayers, qui refusent de quitter la banlieue. Tandis que Gardner est au travail, Margaret reçoit la visite de Bud Cooper, un agent d'assurances, qui lui fait part de faits troublants concernant le contrat d'assurance-vie de sa sœur Rose, prétendument modifié par Gardner qui aurait augmenté la somme après la mort de son épouse. Lors de leur conversation, Margaret ne prend pas garde et parle au pluriel de Gardner et elle, comme s'ils formaient un couple. Méfiant, Cooper avance qu'ils ont commandité le meurtre de Rose pour toucher l'assurance-vie. Il lui dit qu'il reviendra voir Gardner le soir même.
En colère contre Gardner, qui a coupé tout contact avec eux et n'a toujours pas remboursé ses dettes, le malfaiteur Sloan propose à son acolyte Louis de retourner chez les Lodge pour tuer Margaret et Nicky. Le soir venu, alors qu'une émeute éclate devant la maison des Mayers, Bud Cooper retourne chez Gardner : il lui dit savoir que le nouveau couple a tué Rose et lui propose soit de lui verser l'intégralité de l'assurance-vie de la défunte, soit, s'il refuse, d'être emprisonné pour meurtre. Refusant son chantage, Margaret l'empoisonne avec du nettoyant à conduits mélangé avec le café qu'elle lui offre. Mourant, Cooper s'enfuit dans la rue, déserte à cause de l'émeute devant la maison des Mayers. Gardner l'achève à coups de tisonnier, cache le cadavre dans la voiture du mort, et part au volant de celle-ci afin de l'abandonner sur le terrain d'un champ immobilier en construction. Il est suivi par Sloan, alors que Louis est retourné chez les Lodge.
Pendant ce temps, Margaret tente d'empoisonner Nicky, témoin du meurtre de Cooper et qui a entendu la conversation avec l'agent d'assurances, en lui préparant un sandwich et un verre de lait dans lequel elle a mis une forte dose de médicaments écrasés. Mais l'enfant s'est enfermé dans sa chambre et refuse d'en sortir. Il a eu le temps d'appeler son oncle Mitch, lui-même suspicieux envers Gardner et Margaret, pour qu'il vienne le sauver avant que Margaret n'arrache le fil téléphonique. Louis étrangle alors Margaret dans la cuisine. Au moment où il s'apprête à aller tuer Nicky, celui-ci est sauvé par son oncle qui abat le cambrioleur. Mitch lui donne son arme à feu et lui demande de rester caché dans un placard. Poignardé dans le dos lors de sa lutte contre le truand, Mitch succombe à ses blessures après avoir réaffirmé à Nicky qu'il l'aimait comme son propre fils.
Sur le chemin du retour, Gardner est poursuivi par Sloan qui est soudainement fauché par un camion de pompier et meurt dans les flammes de l'accident. Chez lui, Gardner découvre les cadavres de Margaret, de l'oncle Mitch et de Louis. Ouvrant le placard, il demande à son fils de lui donner le revolver qu'il pointe sur lui, et lui propose une alternative : soit il accepte de garder le silence sur les crimes et ils partent ensemble à Aruba, l'endroit où voulait s'enfuir Margaret avec Gardner, soit il le tue. Tout en parlant, Gardner mange le sandwich et boit le verre empoisonnés par Margaret qu'elle destinait à Nicky.
Le lendemain, le calme est revenu à Suburbicon. Les Mayers ont résisté aux attaques de leurs voisins. Chez les Lodge, Nicky regarde la télévision alors que son père est mort, effondré sur la table. Le petit garçon sort ensuite jouer au baseball avec Andy comme si de rien n'était.

## Fiche technique
Sauf indication contraire, les informations mentionnées dans cette section peuvent être confirmées par la base de données cinématographiques IMDb,  présente dans la section « Liens externes ».
- Titre original : Suburbicon
- Titre français et québécois : Bienvenue à Suburbicon
- Réalisation : George Clooney
- Scénario : George Clooney, Joel et Ethan Coen et Grant Heslov
- Musique : Alexandre Desplat
- Décors : James D. Bissell
- Costumes : Jenny Eagan
- Photographie : Robert Elswit
- Montage : Stephen Mirrione
- Production : George Clooney, Grant Heslov et Teddy Schwarzman

Producteurs délégués : Barbara A. Hall et Joel Silver
- Sociétés de production : Black Bear Pictures, Silver Pictures, Dark Castle Entertainment et Smokehouse
- Sociétés de distribution : Paramount Pictures (États-Unis), Elevation Pictures (Canada), Metropolitan Filmexport (France)
- Budget : 25 millions de dollars
- Pays de production :  États-Unis
- Langue originale : anglais
- Format : couleur
- Genre : thriller, comédie dramatique
- Durée : 105 minutes
- Dates de sortie[2] :
  - Italie : 2 septembre 2017 (Mostra de Venise)
  - États-Unis : 27 octobre 2017
  - France, Belgique : 6 décembre 2017
- Interdit aux moins de 12 ans lors de sa sortie en France

## Distribution
- Matt Damon (VF : Damien Boisseau ; VQ : Gilbert Lachance) : Gardner Lodge
- Julianne Moore (VF : Déborah Perret ; VQ : Marie-Andrée Corneille) : Rose / Margaret Lodge
- Oscar Isaac (VF : Axel Kiener ; VQ : Nicolas Charbonneaux-Collombet) : Bud Cooper
- Noah Jupe (VF : Jean-Stan DuPac ; VQ : Paul Malo) : Nicky Lodge
- Glenn Fleshler (en) (VF : Jacques Bouanich ; VQ : Thiéry Dubé) : Ira Sloan
- Alex Hassell (VF : Jérémy Prévost) : Louis
- Megan Ferguson : June
- Jack Conley (VF : Patrick Raynal ; VQ : Benoît Rousseau) : Hightower
- Gary Basaraba (VF : Paul Borne ; VQ : Sylvain Hétu) : oncle Mitch
- Michael D. Cohen : Stretch
- Steve Monroe (VF : Daniel Lafourcade) : Henry Mailman
- Karimah Westbrook (en) : Mme Mayers
- Leith Burke : M. Mayers
- Tony Espinosa (VF : Emilion Terral) : Andy Mayers
- Don Baldaramos (VF : Patrice Dozier) : le révérend Jones

## Production

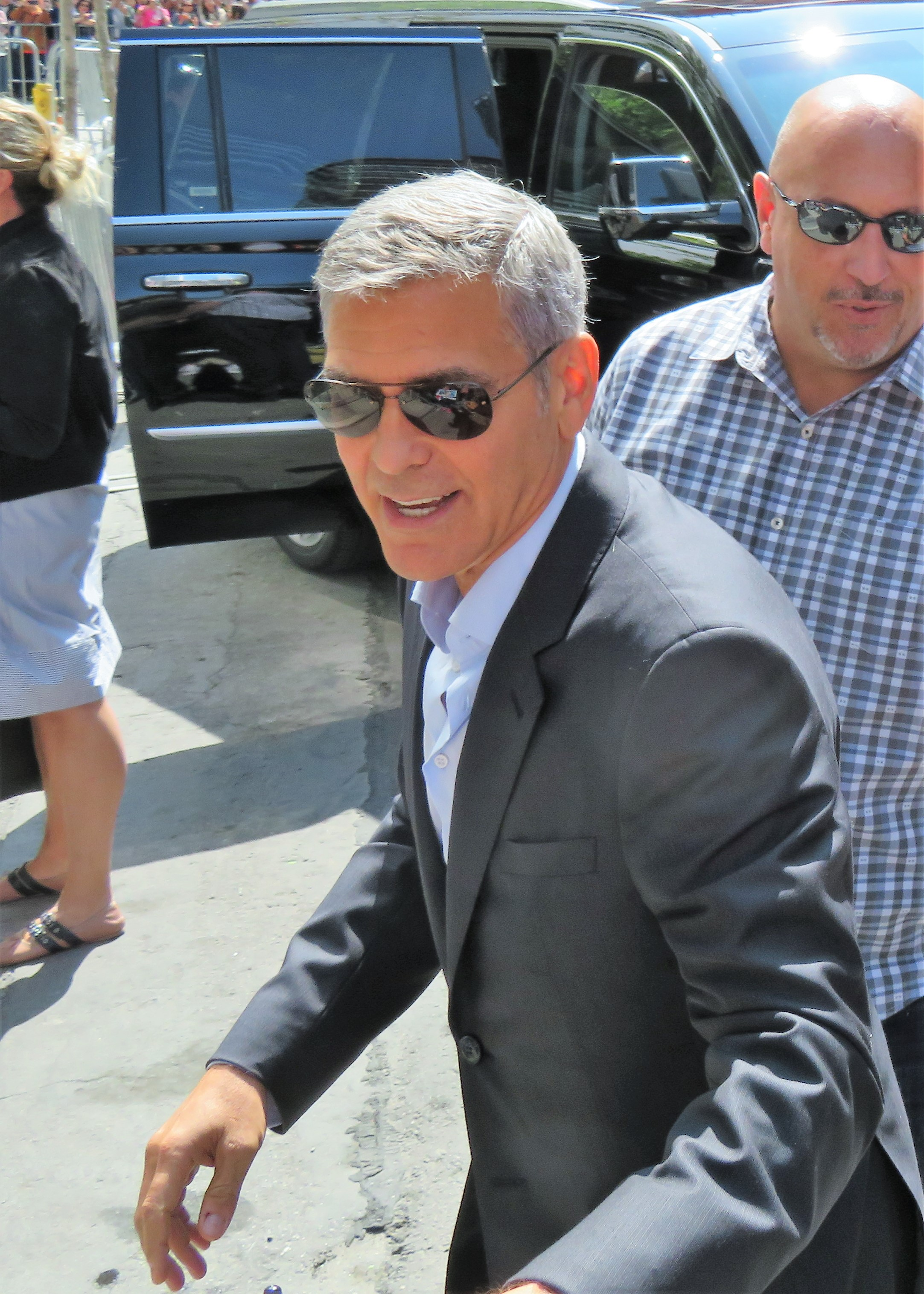
Le réalisateur et producteur George Clooney, pour la présentation du film au TIFF 2017.

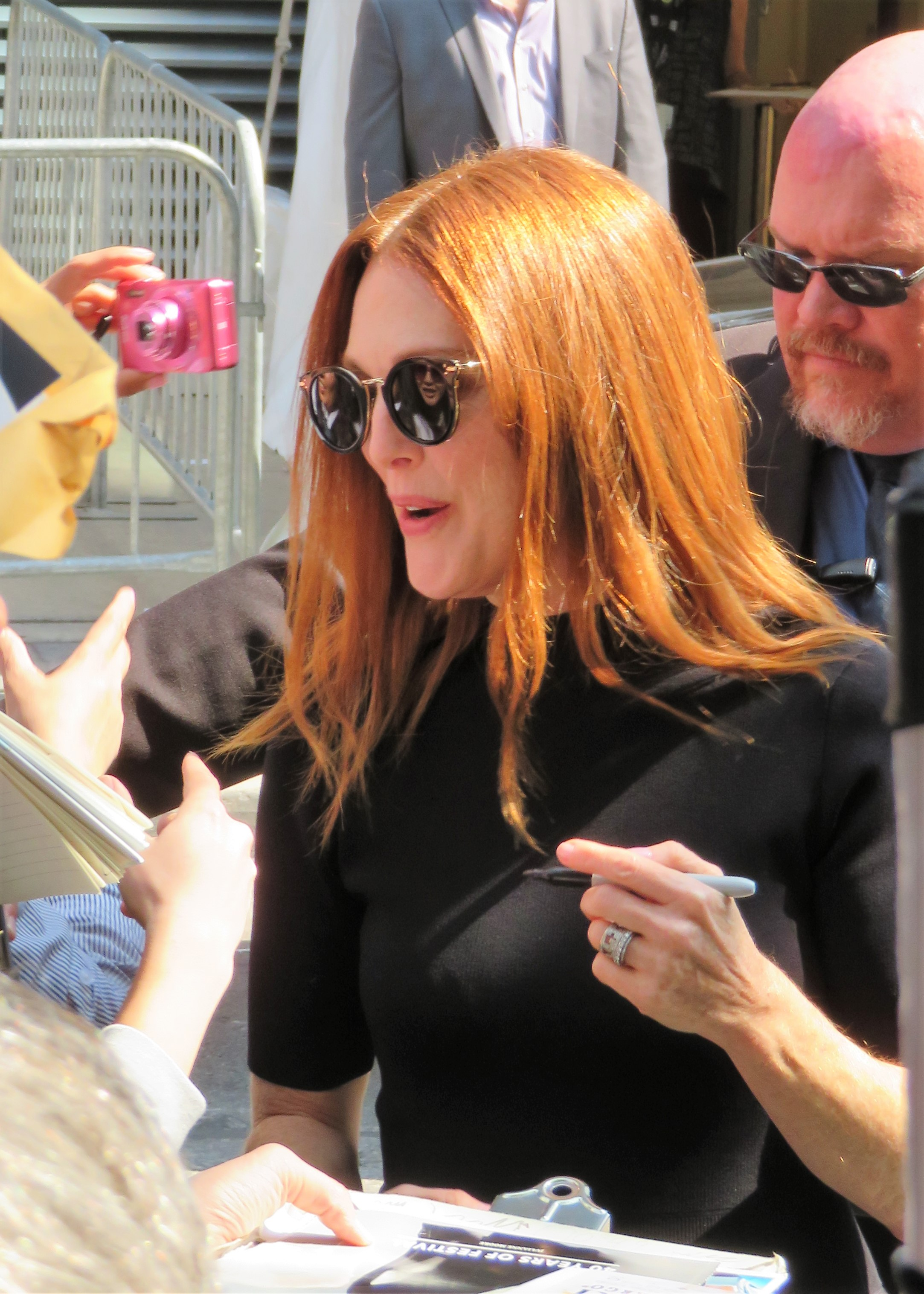
L'actrice principale Julianne Moore, également au TIFF 2017.

### Genèse et développement
En 2005, il est annoncé que George Clooney réalisera et tiendra la vedette de Suburbicon. Joel et Ethan Coen devaient initialement réaliser ce film,, dont ils avaient débuté l'écriture dès 1986, peu de temps après Sang pour sang. George Clooney avait alors déjà collaboré avec les Coen pour O'Brother (2000) et Intolérable Cruauté (2003). Le projet demeure finalement à l'arrêt pendant plus d'une dizaine d'années. George Clooney et les frères Coen se retrouvent ensuite pour la comédie Ave, César ! qui sort en 2016. Le projet Suburbicon refait alors surface.
En février 2016, le projet se concrétise. Il est révélé que Bloom Media se chargera des ventes internationales et que Black Bear Pictures financera le film. Joel Silver produira également le film via Silver Pictures, tout comme George Clooney et Grant Heslov avec leur société Smokehouse et Teddy Schwarzman pour Black Bear. Robert Elswit est ensuite engagé comme directeur de la photographie. Quelques jours plus tard, Paramount Pictures obtient les droits pour la distribution américaine. Il est annoncé que le tournage débutera en octobre 2016 à Los Angeles,.

### Attribution des rôles
En décembre 2015, Matt Damon, Julianne Moore et Josh Brolin sont annoncés. En mai 2016, Oscar Isaac et Woody Harrelson rejoignent la distribution. Cependant, en septembre 2016, Woody Harrelson déclare qu'il ne peut participer au film en raison d'un emploi du temps incompatible.
En août 2017, quelques mois avant la sortie du film, Clooney annonce que Josh Brolin est coupé au montage et ne fait plus partie du film. Le réalisateur s'explique :

« Nous avons tourné quelques scènes avec Josh en entraîneur de baseball vraiment très drôle. Mais après notre première projection, j'ai compris que ces scènes laissaient la tension du film s'échapper. J'ai dû lui écrire une lettre affreuse où je lui disais "tu ne vas pas le croire mais ces scènes ne fonctionnent plus." Il s'est senti mal, il a pensé que peut-être quelque chose s'était mal passé, alors je lui ai envoyé les scènes pour qu'il voie qu'il s'agit en fait des deux scènes les plus drôles du film »

### Tournage
Le tournage débute le 11 octobre 2016 à Los Angeles. Il a également lieu dans d'autres villes de Californie (comme Fullerton) et dans les Warner Bros. Studios de Burbank.